# 塩川菜摘
塩川 菜摘（しおかわ なつみ、1995年5月25日 - ）は、日本のフリーキャスター、タレント、元子役・女優。所属事務所は株式会社セント・フォース。

## 来歴・人物
東京都出身で、身長は162cmである。小学3年生の時から劇団に所属し、子役として活動。2010年に14歳でミュージカル『アニー』のダフィ役を演じたことがある。高校時代の2年間は香港に居住し、2013年9月に現地のインターナショナルスクールを卒業した。

早稲田大学政治経済学部国際政治経済学科卒業。TOEFL98点、実用英語技能検定2級の資格を所持している。
趣味はギター、ピアノ、映画鑑賞、舞台観劇、韓国語、ダンス。
2014年3月から2016年3月まで、日本テレビ『NEWS ZERO』でお天気キャスターを務めた。
2019年からABEMAニュースキャスターになる。
2024年3月15日、Instagramにて結婚を発表した。

## 出演番組
- Abema News (AbemaTV)
- ビジネスレポート S (テレビ東京)
- 宇賀なつみのそこ教えて！ (BS-TBS)
- 霞が関情報チェック (BS-TBS)

### 過去の出演番組
- NEWS ZERO（2014年3月31日[1] - 2016年3月24日[5]、日本テレビ） - 天気予報担当（金曜日を除く）
- 世界!教科書スクープ（2017年5月27日、毎日放送） - アシスタント
- 水曜日のニュース・ロバートソン(2018年4月25日 - 2018年5月30日、BSスカパー!) - アナウンサー